# Aníbal Poma Sarmiento
Aníbal Poma Sarmiento es un político peruano. Fue consejero del Gobierno Regional de Ayacucho entre 2015 y 2018 y es el actual alcalde del distrito de Lucanas, cargo que ya había ocupado entre 2003 y 2010.
Nació en Lucanas, provincia de Lucanas, departamento de Ayacucho, Perú el 15 de abril de 1972, hijo de Modesto Poma Espinoza y Julia Nelly Sarmiento Escajadillo. Cursó sus estudios primarios y secundarios en su localidad natal.  Entre 1989 y 1993 llevó estudios técnicos de educación en el Instituto Superior Pedagógico de Puquio.
Participó en las elecciones municipales de 1995 como candidato de la Lista Independiente N° 15 "Unión y Progreso" para una regiduría del distrito de Lucanas resultando electo y reelegido en las elecciones municipales de 1998, esta vez por el movimiento fujimorista Vamos Vecino. En las elecciones municipales del 2002 fue candidato del partido "Fuerza Democrática" a la alcaldía de ese distrito obteniendo la elección con el 44,186% de los votos. Fue reelegido en las elecciones del 2006 con un porcentaje de votos aún mayor (47,29%). En las elecciones municipales del 2010 tentó su elección como alcalde de la provincia de Lucanas por el movimiento "Juntos Sí Se Puede" quedando en tercer lugar. Participó en las elecciones regionales del 2014 como candidato a consejero regional por la provincia de Lucanas resultando electo. Tras su gestión como consejero regional, buscó la reelección como alcalde del distrito de Lucanas obteniendo la representación con el 49,614% de los votos.